# Teanevo, Dobrici
Teanevo (în bulgară Тянево, în română Bazaurtul de Mijloc) este un sat în comuna Dobricika, regiunea Dobrici, Dobrogea de Sud, Bulgaria. 
Între anii 1913-1940 a făcut parte din plasa Ezibei a județului Caliacra, România. Împreună cu satul Bazaurtul Mic formau comuna Bazaurturile.

## Demografie
Componența etnică a satului Teanevo
     Bulgari (36,64%)
     Nicio identificare (63,35%)
     Altele (0%)
La recensământul din 2011, populația satului Teanevo era de 161 locuitori. Nu există o etnie majoritară, locuitorii fiind  și bulgari (36,64%). Pentru 63,35% din locuitori nu este cunoscută apartenența etnică.